# Instituto Profesional La Araucana
El Instituto Profesional La Araucana fue un instituto profesional de Chile. Creado en 1989, aunque sus inicios se remontan a 1968, año en que la Caja de Compensación La Araucana comenzó a desarrollar programas educacionales dirigidos a sus afiliados y su grupo familiar.
En 1980 firman un convenio con el Ministerio de Educación Pública de Chile que la faculta para dictar todo tipo de programa educacional. En 1985 se crea la Corporación de Educación La Araucana, la cual tramita el reconocimiento oficial del Ministerio de Educación, para el proyecto Instituto Profesional La Araucana que se concretó en 1988. Iniciando sus actividades como Instituto Profesional en 1989. Actualmente cuenta con catorce sedes/campus y más de 16 mil titulados.
En enero de 2018 iniciaron su cierre programado, no admitiendo la matrícula de nuevos alumnos y firmando un convenio con el Instituto Profesional AIEP para continuidad de estudios para los alumnos que lo deseen. El instituto seguirá funcionando hasta el término de la carrera de aquellos alumnos que deseen continuar en el instituto.
En sus últimos años, no estaba acreditado por la Comisión Nacional de Acreditación (CNA-Chile).

## Administración

### Rectores
- Edmundo Durán Vallejos (actual)
- Nelson Stevenson Palamara

### Sedes
- Santiago
- San Bernardo
- Quilicura
- Melipilla
- San Antonio
- Viña del Mar
- La Serena
- Curicó
- Concepción
- Los Ángeles
- Temuco
- Osorno
- Puerto Montt
- Castro